# Moeders voor Moeders (België)
Moeders voor Moeders in België is een liefdadigheidsorganisatie die zich specifiek richt op moeders met kleine kinderen.
Het doel van de vrijwilligersorganisatie is materiële hulp bieden aan moeders met kleine kinderen zodat deze doelgroep een crisissituatie kan overbruggen.
Het initiatief werd op 27 juni 1992 opgericht en is via de media vooral bekend door haar vondelingenschuif. Ook beschuldigingen van discriminatie brachten het initiatief onder de aandacht in 2000, 2004 en 2008.

## Vondelingenschuif

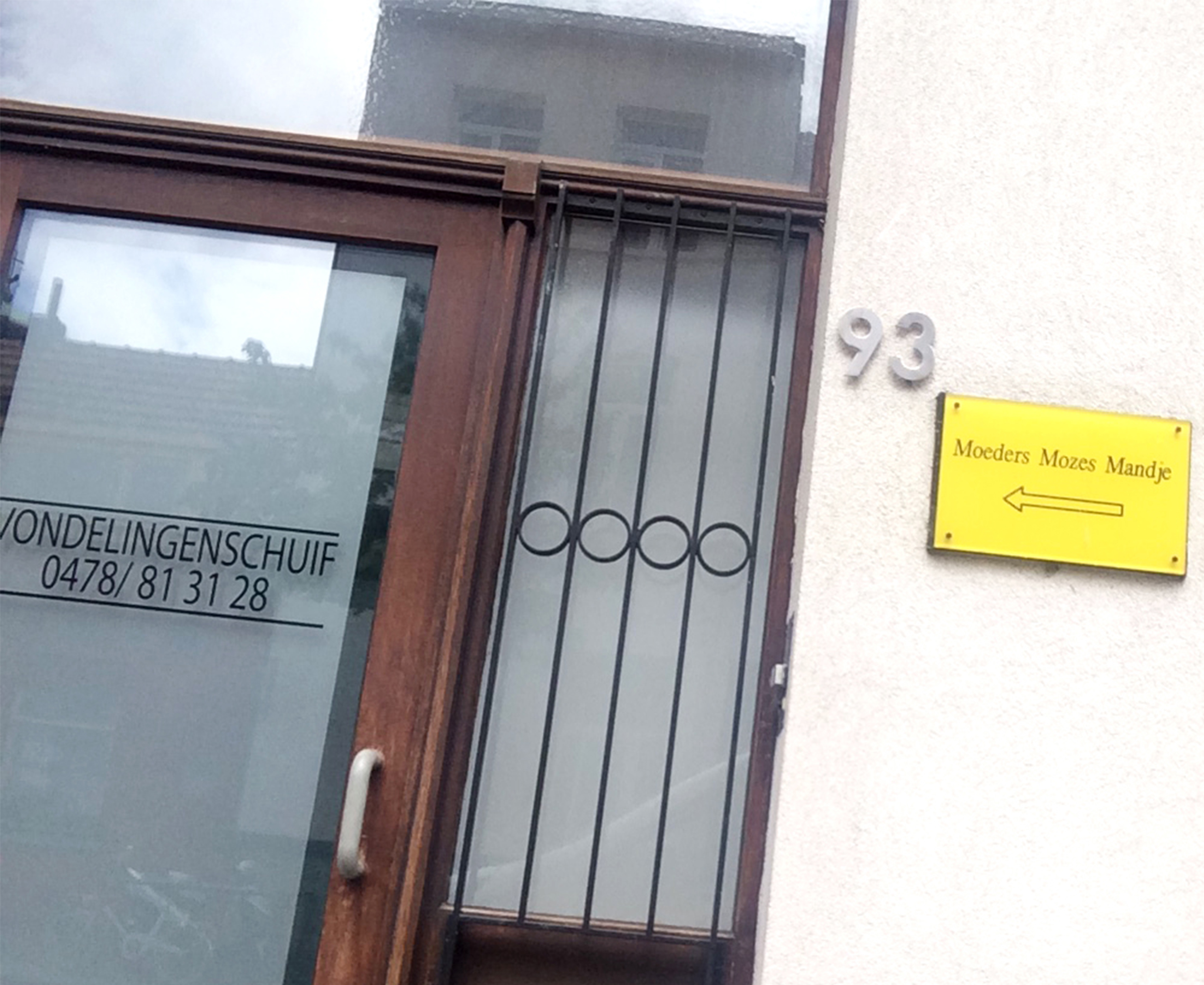
De vondelingenschuif van Moeders voor Moeders

In 2000 werd in navolging van het Hamburgse voorbeeld te Borgerhout (Helmstraat 91) een vondelingenschuif geïnstalleerd, waar kinderen te vondeling kunnen gelegd worden. Alexandra Colen was de eerste meter. Het initiatief heet Moeders Mozes mandje. Naast een fysieke 'schuif' bestaat het initiatief uit ook uit een noodnummer waarop een pas bevallen moeder anoniem hulp kan vragen.

## Procedure
Wanneer het luik van de 'Moeders Mandje' geopend wordt, alarmeert een signaal een medewerkster van de vzw. Binnen het kwartier is er iemand aanwezig, die meteen een dokter oproept om de gezondheid van de baby te garanderen. Verder worden het OCMW (de stad) en de politie (het parket) op de hoogte gebracht.
Het kindje krijgt, conform de mensenrechten, zo snel mogelijk een officiële naam, wettelijke identiteit en voogd. Het is gebruikelijk dat de voornaam gekozen wordt samen met de vinder(s) of eerste verzorgers van de vondeling (in dit geval Moeders voor Moeders). Het bestuur van de vindplaats (in dit geval stad Antwerpen) bepaalt de achternaam. In Antwerpen krijgen vondelingen traditioneel de achternaam 'De Kleine' en gewoonlijk is de voogd de voorzitter van het OCMW.
De politie start een onderzoek naar de ouders van de vondeling omdat een kind te vondeling leggen in theorie strafbaar is (maar in de praktijk niet steeds tot vervolging leidt).
De gezonde baby wordt eerst een tweetal weken onder gebracht in een Centrum voor Kinderzorg en Gezinsondersteuning van de stad. (Meestal Good Engels). Daarna krijgt 'De Kleine' een thuis bij een wensgezin.
Indien de moeder zich niet meldt in de zes maanden nadat de baby gevonden werd, kan het kindje geadopteerd worden. Meestal geven de adoptieouders het kind dan ook meteen een nieuwe voornaam.
De organisatie probeert, met wisselend succes, het nieuws over een nieuwe vondeling zo lang mogelijk geheim te houden zodat moeders die zich bedenken niet afgeschrikt worden door de media-aandacht. Zo werd in de zomer van 2012 alvast het 'vierde kindje van de vondelingenschuif' herenigd met de biologische moeder.
Daarnaast vindt de moeder in het vondelingenluik een envelop met een 'puzzelstuk' en contactgegevens die haar de mogelijkheid geven zich nadien makkelijk kenbaar te maken als de moeder en dan alsnog een boodschap aan haar kind te bezorgen. Niet alle moeders nemen deze envelop mee.